# Meraporus
Meraporus is een geslacht van vliesvleugeligen uit de familie Pteromalidae. De wetenschappelijke naam van dit geslacht is voor het eerst geldig gepubliceerd in 1834 door Walker.

## Soorten
Het geslacht Meraporus omvat de volgende soorten:
- Meraporus crassicornis Kurdjumov, 1914
- Meraporus europaeus (Girault, 1917)
- Meraporus foveolatus (Förster, 1841)
- Meraporus graminicola Walker, 1834
- Meraporus modestus (Förster, 1841)
- Meraporus nigriviridis Girault, 1913
- Meraporus nigrocyaneus Ashmead, 1894
- Meraporus rambouseki Boucek, 1961
- Meraporus requisitus Tucker, 1910